# GSTT1
GSTT1 (англ. Glutathione S-transferase theta 1) – білок, який кодується однойменним геном, розташованим у людей на короткому плечі 22-ї хромосоми. Довжина поліпептидного ланцюга білка становить 240 амінокислот, а молекулярна маса — 27 335.
| 10         |  | 20         |  | 30         |  | 40         |  | 50         |
| ---------- |  | ---------- |  | ---------- |  | ---------- |  | ---------- |
| MGLELYLDLL |  | SQPCRAVYIF |  | AKKNDIPFEL |  | RIVDLIKGQH |  | LSDAFAQVNP |
| LKKVPALKDG |  | DFTLTESVAI |  | LLYLTRKYKV |  | PDYWYPQDLQ |  | ARARVDEYLA |
| WQHTTLRRSC |  | LRALWHKVMF |  | PVFLGEPVSP |  | QTLAATLAEL |  | DVTLQLLEDK |
| FLQNKAFLTG |  | PHISLADLVA |  | ITELMHPVGA |  | GCQVFEGRPK |  | LATWRQRVEA |
| AVGEDLFQEA |  | HEVILKAKDF |  | PPADPTIKQK |  | LMPWVLAMIR |  |            |

A: Аланін

C: Цистеїн

D: Аспарагінова кислота

E: Глутамінова кислота

F: Фенілаланін

G: Гліцин

H: Гістидин

I: Ізолейцин

K: Лізин

L: Лейцин

M: Метіонін

N: Аспарагін

P: Пролін

Q: Глутамін

R: Аргінін

S: Серин

T: Треонін

V: Валін

W: Триптофан

Кодований геном білок за функцією належить до трансфераз. 
Задіяний у такому біологічному процесі, як альтернативний сплайсинг. 
Локалізований у цитоплазмі.